# Carl Lindberg
Carl Peter Clausen Lindberg (28. januar 1904 – 7. oktober 1984) var en dansk bokser som deltog under Sommer-OL 1924.
Han blev født og døde i København.
I 1924 blev han elimineret i anden runde i vægtklassen letsværvægt under Boksning under Sommer-OL 1924 efter at han tabte en kamp mod Carlo Saraudi.